# Dietrichstein Frigyes
Dietrichstein Frigyes (Pozsony, 1674. április 18. – Buda, 1707. július 12.) jezsuita rendi pap.

## Élete
Előkelő nemes szülőktől származott. Miután 16 éves korában Bécsben a rendbe lépett, előbb ugyanott és Győrött hitszónok volt; azután mint tábori lelkész kilenc évig különböző várakban szolgált, és több évig a leobeni szeminárium főnöke volt; végre lelki igazgató lett Budán.

## Munkái
Kéziratban maradt munkái: Lojola Ignácról irt ascetikai munka s egyházi beszédek az év minden vasárnapjára s ünnepére, 3 kötetben.